# Nordskog Records
Nordskog Records was een klein Amerikaans platenlabel uit het begin van de jaren twintig. Het werd rond 1921 in Californië opgericht door Andrae Nordskog. De opnamestudio en fabriek waren gevestigd in Los Angeles. Het label bracht 27 platen uit van onder meer Kid Ory, Eva Tanguay, het orkest van Abe Lyman, de band van Henry Halstead en het orkest van Herb Wiedoeft. Het label had geen eigen platenperserij en liet de platen persen door Arto Records in Orange, New Jersey. Hiervoor moesten de masters per trein worden verzonden, waar velen onderweg smolten. Hierdoor gingen opnamen van bijvoorbeeld Jelly Roll Morton en King Oliver verloren.  In 1923 ging het label bankroet. Pogingen om onder meer tachtig masters van Arto Records terug te krijgen, liepen op niets uit. De geluidskwaliteit van de Nordskog-platen was iets onder het gemiddelde, maar vanwege hun historische belang en zeldzaamheid zijn platen van het label collector's items.